# Miliusa eriocarpa
Miliusa eriocarpa är en kirimojaväxtart som beskrevs av Stephen Troyte Dunn. Miliusa eriocarpa ingår i släktet Miliusa och familjen kirimojaväxter. Inga underarter finns listade i Catalogue of Life.